# Hubspeicherkraftwerk
Ein Hubspeicherkraftwerk, auch Lageenergiespeicherkraftwerk oder engl. gravity battery, ist ein Speicherkraftwerk für elektrische Energie, bei der die Potentielle Energie (Lageenergie) eines Hubkörpers zur Speicherung genutzt wird. Üblicherweise wird der Begriff nur verwendet, wenn hierbei ein Festkörper als Speichermasse dient. Wasserspeicherkraftwerke, insbesondere Pumpspeicherkraftwerke, die flüssiges Wasser als Speichermasse nutzen, fallen nicht unter den Begriff, obwohl sie ebenfalls Lageenergie speichern.

## Stand der Entwicklung
Obwohl die physikalischen Grundlagen sehr einfach und auch die erforderlichen Techniken aus anderen Anwendungen im kleineren Maßstab hinreichend erprobt und bewährt sind, befand sich das Konzept eines großtechnischen Hubspeicherkraftwerkes, das hinsichtlich Leistung und Speicherkapazität mit anderen Speicherkraftwerkstypen konkurrieren kann, Mitte der 2010er-Jahre noch in der Konzeptphase. Es gibt diverse Ideen, Erfindungen und Patentanmeldungen und auch Forschungsvorhaben. Die Universität Innsbruck baute Prototypen.
Ein erster Prototyp mit 20 Metern Durchmesser und 30 Meter Höhe sollte 2019 in Saudi-Arabien in Betrieb genommen werden. Die Entwicklungsfirma stellte jedoch 2020 einen Insolvenzantrag. Eine Nachfolgefirma suchte danach für dieses Konzept Investoren.
Im Hafen von Edinburgh wurde von Gravitricity im Jahr 2021 eine oberirdische Testanlage gebaut. Im April 2021 fand dort die erste Energie-Rückgewinnung statt.

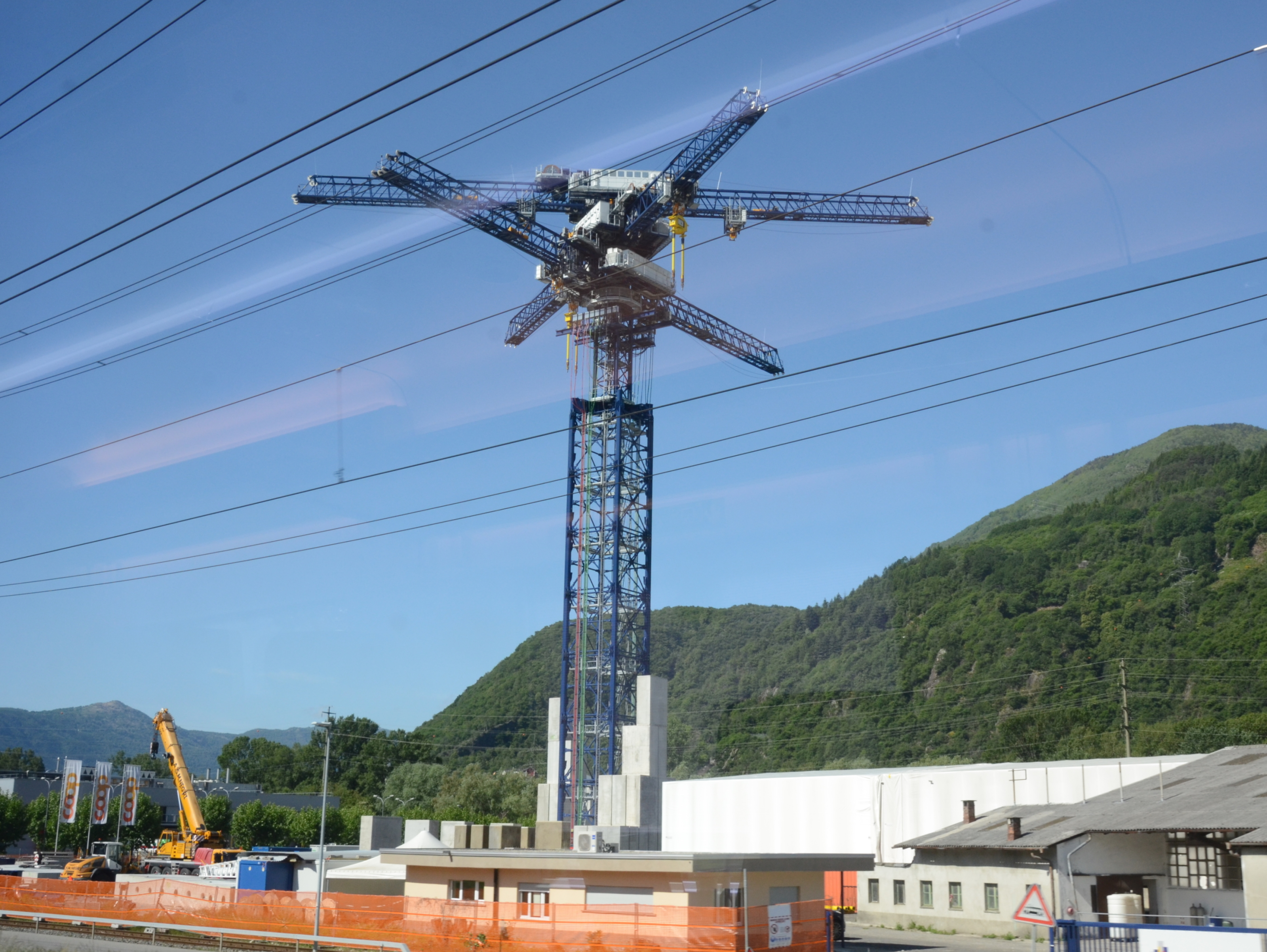
Energy Vault Testinstallation in Castione-Arbedo 2021

Eine weitere Testanlage wurde von der Firma Energy Vault in der Schweiz gebaut. Der Vorteil des Systems von Energy Vault sei die Einfachheit der verwendeten Elemente. Laut Angaben des Herstellers soll dieser Schwerkraftspeicher einen Wirkungsgrad von ca. 85 Prozent haben.
Beim Bahnhof von Castione-Arbedo wurden 2018 zunächst mit einem Baukran Gewichte von 500 Kilogramm aufeinander gestapelt. 2020 wurde in einem nächsten Schritt eine 60 Meter hohe Versuchsanlage mit den speziellen sechs Kranauslegern gebaut. Diese Anlage sollte nach dem Ende der Tests 2021 nach Indien gebracht werden. Eine neue Testanlage sollte laut Angaben des Geschäftsführers mehr wie ein Gebäude aussehen.
In der Grube Pyhäsalmi in Finnland ist geplant, in einem Schacht eine Anlage zur Speicherung elektrischer Energie mit einer Leistung von 2 MW zu errichten.
Ein Hubspeicherkraftwerk mit 100 MWh Speicherkapazität und 25 MW Leistung wurde in Rudong (China) Ende 2023 ans öffentliche Netz angeschlossen und im Mai 2024 in Betrieb genommen. Die Anlage liegt in der Nähe einer Windfarm, die Kosten pro kWh Speicherkapazität lagen bei rund 500 US-Dollar.

## Physikalische Grundlagen
Die Lageenergie, die ein Hubspeicher aufnehmen kann, entspricht dem Produkt aus Masse, Erdbeschleunigung und Höhendifferenz. In Formeln ausgedrückt: Die gespeicherte Lageenergie {\displaystyle E_{\mathrm {pot} }} beim Heben einer Speichermasse {\displaystyle m} gegen die Erdbeschleunigung {\displaystyle g} um eine Höhendifferenz {\displaystyle h} berechnet sich vereinfacht als:
{\displaystyle E_{\mathrm {pot} }=m\cdot g\cdot h}
Kennt man das Volumen {\displaystyle V} und die mittlere Dichte {\displaystyle \rho } der Speichermasse, kann man die Masse ersetzen:
{\displaystyle E_{\mathrm {pot} }=V\cdot \rho \cdot g\cdot h}
Daraus ergibt sich beispielsweise, dass ein Körper mit der Masse von 1.000 kg auf eine Höhe von rund 367 m gebracht werden muss, um 1 kWh zu speichern.

## Technische  Konzepte

### Hebetechnik
In Betracht kommt jede Technik, die Gegenstände in vertikaler Richtung bewegt. Die Vertikalbewegung kann dabei lotrecht (senkrecht) wie etwa bei einem Aufzug oder schräg wie z. B. bei einer Zahnradbahn erfolgen.
Als Förderanlage sind grundsätzlich fast alle Bauformen denkbar, die auch in der Fördertechnik oder bei Transportfahrzeugen eingesetzt werden, wie etwa Drahtseile, Ketten, Zahnstangen, aber auch Hebelmechanismen und Gewindespindeln. Schräg können die Massen z. B. auf Schienen auf- und abwärts bewegt werden. Die bewegbaren Massen, egal ob Einzelgewichte oder Schüttgut, sind jedoch in all diesen Fällen verhältnismäßig klein.
Für große Massen eignen sich hydraulische Hebevorrichtungen, insb. mit Wasser als Hydraulikmedium. Das Heben großer Massen über beträchtliche Höhendifferenzen ist beispielsweise aus dem Bau von Schiffshebewerken erprobt. Die Rückwandlung der Lageenergie in elektrische Energie kann dann mittels konventioneller Turbinentechnik geschehen. Es entsteht eine Hybridform aus Hubspeicher- und Pumpspeicherkraftwerk. Der Vorteil gegenüber klassischen Pumpspeicherkraftwerken, die nur mit Wasser arbeiten, besteht darin, dass durch die höhere Dichte von Metallen oder Gestein gegenüber Wasser bei gleichem Volumen ein mehrfaches an Energie gespeichert werden kann. Der Wirkungsgrad wäre ähnlich gut wie bei Pumpspeicherkraftwerken (ca. 75–85 %).
Das Konzept Powertower (engl., dt. sinngemäß Energieturm) der Universität Innsbruck bezeichnet einen hydraulischen Energiespeicher, in dem in einem säulen-, schacht- bzw. turmartigen Aufbau schwere Zylinder nach oben gepumpt werden. Dabei treibt der durch ihren Druck entstehende Wasserstrom eine Turbine an. Als Wirkungsgrad werden „weit über 80 %“ angegeben; als Ziel eine Energiespeicherkapazität von einer MWh. Vergleichbar mit diesem Konzept, allerdings in sehr viel größerer Dimension, ist der Entwurf des Lageenergiespeichers von Eduard Heindl mit einem geplanten Zylinder von ca. 65 m Radius und 130 m Höhe, welcher aus einem möglichst homogenen Felsen ausgesägt würde. Aus dieser Zylindergröße resultiert eine Speicherkapazität von etwa 500 MWh.
Das Konzept Buoyant Energy (ebenfalls von der Universität Innsbruck) besteht aus hydraulischen, schwimmenden Offshore-Systemen zur Umwandlung und Speicherung elektrischer Energie. Kern der Idee ist „eine Art schwimmendes Pumpspeicherkraftwerk“. Wasser wird zwischen einem in einem großen Schwimmkörper (z. B. aus Stahl oder Beton) integrierten Reservoir und dem umgebenden See bzw. Ozean je nach energiewirtschaftlicher Erfordernis (Stromüberschuss / Stromnachfrage) hin und her bewegt.

### Energierückspeisung
Der entscheidende Unterschied vom Hubspeicherkraftwerk zu normalen Förderanlagen ist die Tatsache, dass die gespeicherte Energie bei der Abwärtsbewegung nicht in einer konventionellen Bremse „vernichtet“ (d. h. in Wärme umgesetzt), sondern als Nutzbremse wieder in elektrische Energie zurückgewandelt wird. Diese Rückwandlung ist aus anderen Anwendungen erprobt und bewährt.
Bereits heute existieren z. B. Zahnradbahnen wie etwa die Zugspitzbahn, aber auch Aufzüge, welche bei der Abwärtsbewegung elektrische Energie erzeugen und ins Netz zurückspeisen. Dabei werden generatorische Bremsen (Rekuperationsbremsen) oder Frequenzumrichter eingesetzt. Insofern handelt es sich bei diesen Anlagen bereits um Hubspeicher. Aus der physikalischen Wirkung entsteht ein Vorteil gegenüber anderen Speicherkraftwerken: Da die Gewichtskraft der Speichermasse annähernd unabhängig von der Höhe ist, ist die Leistung des Kraftwerkes unabhängig vom „Füllstand“. Zudem verlieren sie während der Standzeit keine Energie, und die Leistung ist jederzeit sehr schnell abrufbar; ein solches Speicherkraftwerk wäre deshalb auch als Notstromversorgung verwendbar. Begrenzend für die Startzeit und die Leistung des Kraftwerks ist die Baugröße des Generators und der resultierende Anlaufstrom bzw. die Rampe des vorgeschalteten Frequenzumrichters.

### Standort
Zur Maximierung der zur Verfügung stehenden Höhendifferenz, die direkt proportional in die Speicherkapazität des Kraftwerkes eingeht, wird häufig vorgeschlagen, Hubspeicher in abgeworfene Bergbauschächte zu integrieren. Solche Schächte, die normalerweise mehrere hundert, oft sogar weit über tausend Meter Höhe bieten, haben zudem den Vorteil, dass teilweise die Infrastruktur der ehemals vorhandenen Schachtförderung genutzt werden kann. Fördermaschinen mit bis zu 6 MW Leistung sind Stand der Technik, auch Netzrückspeisung gab es vereinzelt schon früher, z. B. im Kaiser-Wilhelm-Schacht.
Alternativ zu unterirdischen Schächten würde auch eine Installation auf dem offenen Meer Hübe von mehreren hundert Metern oder im Bereich von Tiefseegebieten bis weit über tausend Meter erlauben. Wegen der Wassertiefe müsste das Kraftwerk auf einem großen Schwimmkörper errichtet werden, dessen Auftrieb das Gewicht von Kraftwerk und Speichermasse trägt. Das effektive Gewicht der Speichermasse reduziert sich dann durch den Auftrieb des Wassers, was einerseits den erforderlichen Schwimmkörper, andererseits aber auch das Speichervolumen vermindert. Probleme entstünden, vergleichbar mit anderen schwimmenden Bauwerken wie etwa Halbtaucherbohrinseln, durch hohen Seegang, Wind, Meeresströmungen und sonstige Witterungseinflüsse sowie die erforderliche elektrische Verbindung zum Festland. Bei schwimmender Bauweise böte sich wegen Synergien die Kombination mit einer schwimmenden Windkraftanlage an.